# 柴田方庵
柴田 方庵（しばた ほうあん、寛政12年（1800年）-安政3年10月8日（1856年11月5日））は、江戸時代の蘭学者、医師。方庵は号、本名は昌敦、字は谷王。日本で牛痘の接種に尽力した人物として、またビスケットゆかりの人物として知られている。

## 経歴
常陸国多賀郡会瀬村(現在の茨城県日立市)に柴田伝左衛門昌俊の次男として生まれる。14歳の時江戸に出て、儒学者であり養父が医師でもある朝川善庵に儒学と医学を師事する。
天保2年（1831年）には西洋医学を学ぶとともに国外の情勢を伝えるよう水戸藩の命を受けて長崎に出る。長崎ではシーボルトの門人たちやオランダ軍医オットー・モーニッケに最新の西洋医学を学び開業。一方で、水戸藩へ長崎や海外の情報をいろいろ伝えており御目見得格五人扶持に遇された。郷里の常陸国に戻ることなく長崎に没した。
長崎滞在中の日記である「日録」は同時代の貴重な資料となっている。1984年から日立市の古文書学習会が日録の翻刻に着手し、計41人が参加し、2021年に翻刻事業が完了して関連史料とともに全8巻にまとめられた。

## 牛痘
日本で最初の牛痘の接種を行ったのは、オランダ軍医オットー・モーニッケであり、嘉永2年（1849年）鍋島藩医、楢林宗建の子などに接種した。モーニッケは阿蘭陀通詞会所に伝習所兼種痘所を置き、吉雄圭斎と柴田方庵を実地に指導し牛痘接種を行わせた。方庵は自宅に種痘所を開設するなど種痘の普及に努めた。

## ビスケット
柴田方庵は、安政元年（1854年）に郷里の水戸藩の役人萩信之助から兵糧になる西洋の保存食として「パン・ビスコイト製造」を習得し報告するよう依頼を受け、オランダ人からビスケットの製法を学んだ。安政2年（1855年）にその製法書を送ったと方庵の日記に記されている2月28日を、社団法人全国ビスケット協会では「ビスケットの日」と定めている。